# Irlande au Concours Eurovision de la chanson 1999
 (octobre 2024).
L’Irlande participe au Concours Eurovision de la chanson 1999 à Jérusalem, en Israël.
Le pays est représenté par la chanson When You Need Me, interprétée par The Mullans.

## Sélection

### Réalta '99
Réalta est un concours de chansons radiophoniques lancé en 1995 par RTÉ Raidió na Gaeltachta exclusivement pour les chansons en irlandais. La première édition du concours n'est pas liée au Concours Eurovision, mais de 1996 à 1999, le vainqueur de Réalta se qualifie pour Eurosong. Dix chansons sont choisies pour concourir dans la 5e édition de Réalta. La finale de Réalta '99 est diffusée le 18 décembre 1998 et animée par Seán Ó hÉanaigh. Les résultats de Réalta '99 ont été décidés par un jury de trois membres composé de Carrie Crowley, Eithne Ní Uallacháin et Cian Ó Ciobháin.
| Artiste                     | Chanson              | Auteurs-compositeurs                      | Place |
| --------------------------- | -------------------- | ----------------------------------------- | ----- |
| Brendan Devereaux           | An tíogar ceilteach  | Maoilre de Búrca, Brendan Devereaux       | –     |
| Brighdin Carr & Tina McDaid | Saor                 | Brighdin Carr                             | –     |
| Cathal Ó Catháin            | Is fiú is féidir     | Cathal Ó Catháin                          | –     |
| Colm Mac Séalaigh           | Eileanóir            | Colm Mac Séalaigh                         | –     |
| Damian Mac Gabhann          | Is féidir linn       | Damian Mac Gabhann                        | –     |
| Helen Uí Dhunáird           | Oileán intinne       | Seán Ó Coisdealbha, Helen Uí Dhunáird     | –     |
| Máiré Ní Mhaoilbhín         | Glór na dtonn        | Siobhán Ní Mhurchú, Micheál Ó hAllmhuráin | –     |
| Maria NÍ Chumhaill          | Tamall dom           | Éamonn Friel, Dave Duggan                 | –     |
| Pól Ó Colmáin               | Siúil amach an doras | Pól Ó Colmáin                             | –     |
| Proinsias Mac an Tuile      | An bon bon carr      | Proinsias Mac an Tuile, Bríd Ní Mhurchú   | 1     |

An bon bon carr de Proinsias Mac an Tuile est sélectionnée pour Eurosong.

### Eurosong
Eurosong 1999 au lieu au RTÉ Television Center à Dublin le 7 mars 1999 et est animé par Pat Kenny. Huit artistes et chansons sont sélectionnés pour concourir et sont présentés le 9 janvier 1999 dans le programme RTÉ Kenny Live. Le télévote régional détermine le gagnant et après la combinaison des votes, When You Need Me interprétée par les Mullans est sélectionnée comme gagnante.
| Passage | Artiste                       | Chanson                  | Auteurs-compositeurs                    | Points | Place |
| ------- | ----------------------------- | ------------------------ | --------------------------------------- | ------ | ----- |
| 1       | Nigel Connell                 | I Believed               | Danny Sheerin, Des Sheerin              | 37     | 6     |
| 2       | Brendan Keeley                | You Must Have Been Crazy | Brendan Keeley, Graham Murphy           | 66     | 2     |
| 3       | Barry Doyle                   | Run to Me                | Barry Doyle                             | 22     | 8     |
| 4       | Tommy Quinn                   | You Can't Fight It       | John Fitzpatrick                        | 27     | 7     |
| 5       | Maggie Toal and Andy McComish | I Won't Ever Let You Go  | Stephen Nimmon                          | 57     | 3     |
| 6       | Doona                         | An bon bon carr          | Proínsias Mac an Tuile, Bríd Ní Mhurchú | 48     | 4     |
| 7       | Gary O'Shaughnessy            | I'll Be There            | Denise Reynolds                         | 44     | 5     |
| 8       | The Mullans                   | When You Need Me         | Bronagh Mullan                          | 84     | 1     |

| Passage | Chanson                  | Waterford | Cork | Limerick | Galway | Sligo | Dundalk | Dublin | Total |
| ------- | ------------------------ | --------- | ---- | -------- | ------ | ----- | ------- | ------ | ----- |
| 1       | I Believed               | 5         | 5    | 5        | 6      | 5     | 6       | 5      | 37    |
| 2       | You Must Have Been Crazy | 10        | 10   | 10       | 8      | 8     | 10      | 10     | 66    |
| 3       | Run to Me                | 3         | 3    | 3        | 3      | 3     | 3       | 4      | 22    |
| 4       | You Can't Fight It       | 4         | 4    | 4        | 4      | 4     | 4       | 3      | 27    |
| 5       | I Won't Ever Let You Go  | 8         | 8    | 8        | 7      | 10    | 8       | 8      | 57    |
| 6       | An bon bon carr          | 6         | 7    | 7        | 10     | 7     | 5       | 6      | 48    |
| 7       | I'll Be There            | 7         | 6    | 6        | 5      | 6     | 7       | 7      | 44    |
| 8       | When You Need Me         | 12        | 12   | 12       | 12     | 12    | 12      | 12     | 84    |

## Eurovision
La chanson est la 17e dans l'ordre de passage de la soirée.
À la fin du vote, la chanson obtient 18 points (dont douze de la Lituanie) et finit dix-septième sur les vingt-trois participants.

## Votes

### Points attribués à l'Irlande
| 12 points  | 10 points     | 8 points | 7 points | 6 points            |
| ---------- | ------------- | -------- | -------- | ------------------- |
| - Lituanie |               |          |          |                     |
| 5 points   | 4 points      | 3 points | 2 points | 1 point             |
|            | - Royaume-Uni |          |          | - Norvège - Turquie |

### Points attribués par l'Irlande
| 12 points | Slovénie |
| 10 points | Belgique |
| 8 points  | Estonie  |
| 7 points  | Danemark |
| 6 points  | Croatie  |
| 5 points  | Suède    |
| 4 points  | Islande  |
| 3 points  | Norvège  |
| 2 points  | France   |
| 1 point   | Pays-Bas |